# Корідзе Автанділ Георгійович
Автанділ Корідзе (груз. ავთანდილ ქორიძე; нар. 15 квітня 1935, Тбілісі — пом. 12 квітня 1966, Терджола) — радянський борець греко-римського стилю грузинського походження, чемпіон світу, чемпіон Олімпійських ігор. Заслужений майстер спорту СРСР.

## Життєпис
Виступав за спортивний клуб «Буревісник» Тбілісі. Срібний (1957, 1960) та бронзовий (1958) призер чемпіонатів СРСР, чемпіон III Міжнародних юнацьких товариських спортивних ігор (1957), володар Кубка Адріатики (1959).
На Олімпійських іграх 1960 року в Токіо Корідзе шість разів виходив на борцівський килим і єдиний матч завершив внічию з фіном Кьості Лехтоненом, перемагаючи в інших випадках. У п'ятому раунді після бою з болгарином Дімітром Стояновим оба спортсмени були покарані дискваліфікацією за неспортивну поведінку. Рішення арбітрів опротестували, до обговорення долучилися президент Міжнародної федерації боротьби Роджер Кулон і президент Міжнародного олімпійського комітету Ейвері Брендідж, і в підсумку Корідзе присудили перемогу за очками, незважаючи на те, що грузин чисто виграв матч.
2-7 червня 1961 року в Йокогамі відбувся Чемпіонат світу з боротьби греко-римського стилю. Автанділ Корідзе став там чемпіоном. Друге місце посів Імре Поляк з Угорщини, а третє — Бранко (Браніслав) Мартінович з Югославії, якого роком раніше у фіналі Олімпіади в Римі Корідзе переміг рішенням суддів.
У 1960 році закінчив Тбіліський політехнічний інститут.
Загинув Автанділ Корідзе в автокатастрофі в Терджолі 12 квітня 1966 року разом з бронзовим призером Олімпіади-1956 року в Мельбурні Романом Дзнеладзе.

### Нагороди та визнання
- Орден Вахтанга Горгасалі II ступеня — 2003 (посмертно)
- Орден «Знак Пошани» (СРСР) — 1960

У 2011 році в серії «Олімпійські чемпіони Грузії» вийшла книга Георгія Франгішвілі «Автанділ Хорідзе» (автор проекту і головний редактор Елгуджа Берішвілі).

## Спортивні результати на міжнародних змаганнях

### Виступи на Олімпіадах
| Змагання                    | Збірна | Вагова категорія                 | Місце  |
| --------------------------- | ------ | -------------------------------- | ------ |
| Літні Олімпійські ігри 1960 | СРСР   | греко-римська боротьба, до 67 кг | Золото |

### Виступи на Чемпіонатах світу
| Змагання                        | Збірна | Вагова категорія                 | Місце  |
| ------------------------------- | ------ | -------------------------------- | ------ |
| Чемпіонат світу з боротьби 1961 | СРСР   | греко-римська боротьба, до 67 кг | Золото |